# 고이케 도시키
고이케 도시키(일본어: 小池 知己, 1974년 11월 10일 ~ )는 일본의 전 축구 선수이다.

## 구단 경력
과거 FC 도쿄, 미토 홀리호크, 쇼난 벨마레에서 활동하였다.